# Pallacanestro maschile ai IX Giochi panamericani
Il Campionato maschile di pallacanestro ai IX Giochi panamericani si è svolto dal 15 al 28 agosto 1983 a Caracas, in Venezuela, durante i IX Giochi panamericani. La vittoria finale è andata alla nazionale statunitense.

## Squadre partecipanti
- Argentina
- Brasile
- Canada
- Cuba
- Messico
- Porto Rico
- Rep. Dominicana
- Stati Uniti
- Venezuela

## Girone A
| Squadra         | G | V | P | PF  | PS  | DP  |
| --------------- | - | - | - | --- | --- | --- |
| Porto Rico      | 4 | 3 | 1 | 244 | 263 | -19 |
| Argentina       | 4 | 3 | 1 | 345 | 332 | +13 |
| Canada          | 4 | 2 | 2 | 336 | 312 | +24 |
| Cuba            | 4 | 2 | 2 | 351 | 327 | +24 |
| Rep. Dominicana | 4 | 0 | 4 | 229 | 271 | -42 |

## Risultati
| Caracas 15 agosto 1983 | Cuba | 103 – 88 (d.1t.s.) | Rep. Dominicana |  |

| Caracas 15 agosto 1983 | Porto Rico | 90 – 89 (d.1t.s.) | Canada |  |

| Caracas 16 agosto 1983 | Porto Rico | 93 – 90 (55-41) | Argentina |  |

| Caracas 16 agosto 1983 | Canada | 88 – 71 | Rep. Dominicana |  |

| Caracas 18 agosto 1983 | Canada | 83 – 71 (45-50) | Cuba |  |

| Caracas 18 agosto 1983 | Argentina | 80 – 70 | Rep. Dominicana |  |

| Caracas 20 agosto 1983, ore 18:00 | Argentina | 95 – 93 (d.1t.s.) | Cuba |  |

| Caracas 20 agosto 1983, ore 20:00 | Porto Rico | 98 – 94 | Rep. Dominicana |  |

| Caracas 21 agosto 1983 | Argentina | 80 – 76 | Canada |  |

| Caracas 21 agosto 1983 | Cuba | 97 – 79 | Porto Rico |  |

## Girone B
| Squadra     | G | V | P | PF  | PS  | DP  |
| ----------- | - | - | - | --- | --- | --- |
| Stati Uniti | 3 | 3 | 0 | 224 | 197 | +27 |
| Brasile     | 3 | 2 | 1 | 239 | 215 | +24 |
| Messico     | 3 | 1 | 2 | 227 | 245 | -18 |
| Venezuela   | 3 | 0 | 3 | 206 | 239 | -33 |

## Risultati
| Caracas 15 agosto 1983 | Stati Uniti | 74 – 73 (36-47) | Messico |  |

| Caracas 16 agosto 1983 | Stati Uniti | 72 – 69 | Brasile |  |

| Caracas 18 agosto 1983 | Messico | 88 – 76 | Venezuela |  |

| Caracas 19 agosto 1983 | Brasile | 75 – 65 | Venezuela |  |

| Caracas 20 agosto 1983, ore 14:00      | Stati Uniti | 78 – 65 (40-32) | Venezuela |  |
| \| \| \| \| \| Price 17 \| Punti \| \| |             |                 |           |  |
|                                        |             |                 |           |  |
| Price 17                               | Punti       |                 |           |  |

| Caracas 21 agosto 1983 | Brasile | 95 – 78 (56-43) | Messico |  |

## Girone 7º - 9º posto
| Squadra         | G | V | P | PF | PS | DP |
| --------------- | - | - | - | -- | -- | -- |
| Cuba            | 2 | 2 | 0 |    |    |    |
| Venezuela       | 2 | 1 | 1 |    |    |    |
| Rep. Dominicana | 2 | 0 | 2 |    |    |    |

## Risultati
| Caracas 23 agosto 1983, ore 10:00 | Venezuela | ? – ? | Rep. Dominicana |  |

| Caracas 1983 | Cuba | ? – ? | Rep. Dominicana |  |

| Caracas 1983 | Cuba | ? – ? | Venezuela |  |

## Girone finale
| Squadra     | G | V | P | PF  | PS  | DP  |
| ----------- | - | - | - | --- | --- | --- |
| Stati Uniti | 5 | 5 | 0 | 468 | 397 | +71 |
| Brasile     | 5 | 3 | 2 | 445 | 420 | +25 |
| Messico     | 5 | 3 | 2 | 418 | 437 | -19 |
| Canada      | 5 | 2 | 3 | 441 | 448 | -7  |
| Argentina   | 5 | 1 | 4 | 393 | 416 | -23 |
| Porto Rico  | 5 | 1 | 4 | 439 | 486 | -47 |

## Risultati
| Caracas 23 agosto 1983, ore 12:00 | Messico | 97 – 90 (46-43) | Porto Rico |  |

| Caracas 23 agosto 1983, ore 17:00        | Stati Uniti | 111 – 97 (49-45) | Canada |  |
| \| \| \| \| \| Tisdale 29 \| Punti \| \| |             |                  |        |  |
|                                          |             |                  |        |  |
| Tisdale 29                               | Punti       |                  |        |  |

| Caracas 23 agosto 1983, ore 19:00 | Brasile | 87 – 80 | Argentina |  |

| Caracas 24 agosto 1983, ore 14:30 | Stati Uniti | 81 – 68 | Messico |  |

| Caracas 24 agosto 1983, ore 19:00 | Canada | 82 – 74 | Argentina |  |

| Caracas 24 agosto 1983, ore 21:00 | Porto Rico | 104 – 102 (d.1t.s.) | Brasile |  |

| Caracas 25 agosto 1983, ore 15:00 | Canada | 96 – 86 | Porto Rico |  |

| Caracas 25 agosto 1983, ore 17:00 | Brasile | 93 – 75 | Messico |  |

| Caracas 25 agosto 1983, ore 21:00       | Stati Uniti | 88 – 68 | Messico |  |
| \| \| \| \| \| Jordan 24 \| Punti \| \| |             |         |         |  |
|                                         |             |         |         |  |
| Jordan 24                               | Punti       |         |         |  |

| Caracas 26 agosto 1983 | Messico | 93 – 92 | Canada |  |

| Caracas 26 agosto 1983                          | Stati Uniti | 87 – 79 (41-41) | Brasile |  |
| \| \| \| \| \| Jordan, Master 16 \| Punti \| \| |             |                 |         |  |
|                                                 |             |                 |         |  |
| Jordan, Master 16                               | Punti       |                 |         |  |

| Caracas 26 agosto 1983 | Argentina | 98 – 74 | Porto Rico |  |

| Caracas 27 agosto 1983 | Brasile | 84 – 77 | Canada |  |

| Caracas 27 agosto 1983 | Messico | 85 – 81 | Argentina |  |

| Caracas 28 agosto 1983                   | Stati Uniti | 101 – 85 (42-36) | Porto Rico |  |
| \| \| \| \| \| Tisdale 20 \| Punti \| \| |             |                  |            |  |
|                                          |             |                  |            |  |
| Tisdale 20                               | Punti       |                  |            |  |

## Classifica finale
| Pos. | Squadra         | Formazione |
| ---- | --------------- | --- |
|      | Stati Uniti     | Stati Uniti4 Cage, 5 Jordan, 6 Master, 7 Mullin, 8 Perkins, 9 Pinckney, 10 Price, 11 Reynolds, 12 Sitton, 13 Stokes, 14 Tisdale, 15 Wood, All. Jack Hartman             |
|      | Brasile         | Brasile4 Nilo, 5 Fausto, 6 Gerson, 7 Carioquinha, 8 Cadum, 9 Marquinhos, 10 Guerrinha, 11 Marcel, 12 Adilson, 13 Marcelo, 14 Sílvio, 15 Israel, All. Renato Brito Cunha |
|      | Messico         | Messico4 Alcalá, 5 López, 6 Gallardo, 7 Palomar, 8 González, 9 Reyes, 10 Arroyo, 11 Esquivel, 12 Sánchez, 13 Arroyos, 14 Olguin, 15 Mena, All. Gustavo Saggiante        |
| 4.   | Canada          | Canada4 Tilleman, 5 Simms, 6 Pasquale, 7 Gurunlian, 8 Kazanowski, 9 Triano, 10 Hatch, 11 Larson, 12 Hunger, 13 Raffin, 14 Wiltjer, 15 Meagher, All. Jack Donohue        |
| 5.   | Argentina       | Argentina4 Camisassa, 5 Aréjula, 6 Duffy, 7 Faggiano, 8 Romano, 9 Maggi, 10 Perazzo, 11 Cortijo, 12 Cadillac, 13 Milovich, 14 Oroño, 15 González, All. Alberto Finguer  |
| 6.   | Porto Rico      | Porto Rico4 Ortiz, 5 López, 6 Trinidad, 7 Bermúdez, 8 Rodríguez, 9 Quiñones, 10 Cruz, 11 Carrión, 12 Morales, 13 Correa, 14 Santos, 15 Cora, All. Flor Meléndez         |
| 7.   | Cuba            | Cuba4 Abreu, 5 Maturell, 6 Simón, 7 Luaces, 8 Santiesteban, 9 Dubois, 10 Pérez, 11 Laferte, 12 Herrera, 13 Scott, 14 Urgellés, 15 Morales, All. -                       |
| 8.   | Venezuela       | Venezuela4 Parisi, 5 Herrera, 6 Estaba, 7 Solórzano, 8 Rivero, 9 Escobar, 10 Palacios, 11 Barinas, 12 Sosa, 13 Lairet, 14 Olivares, 15 Solano, All. Francisco Diez      |
| 9.   | Rep. Dominicana | Rep. Dominicana4 Hansen, 5 Báez, 6 Pérez, 7 Sánchez, 8 McKelly, 9 de la Rosa, 10 Cruz, 11 Muñoz, 12 Royal, 13 Prats, 14 Chacón, 15 Rodríguez, All. Pedro Curiel         |